# Cratere Valfödr
Valfödr è un cratere sulla superficie di Callisto.